# Volodymyr Pavlovsky
Volodymyr Stanislavovych Pavlovsky –en ucraniano, Володимир Станіславович Павловський– (Brovary, URSS, 14 de abril de 1980) es un deportista ucraniano que compitió en remo.
Ganó una medalla de plata en el Campeonato Mundial de Remo de 2006 y tres medallas en el Campeonato Europeo de Remo entre los años 2008 y 2010.
Participó en dos Juegos Olímpicos de Verano, en los años 2008 y 2012, ocupando el octavo lugar en Pekín 2008, en la prueba de cuatro scull.

## Palmarés internacional
| Campeonato Mundial | Campeonato Mundial          | Campeonato Mundial | Campeonato Mundial |
| Año                | Lugar                       | Medalla            | Prueba             |
| ------------------ | --------------------------- | ------------------ | ------------------ |
| 2006               | Eton (Reino Unido)          | Medalla de plata   | Cuatro scull       |
| Campeonato Europeo |                             |                    |                    |
| Año                | Lugar                       | Medalla            | Prueba             |
| 2008               | Maratón (Grecia)            | Medalla de bronce  | Cuatro scull       |
| 2009               | Brest (Bielorrusia)         | Medalla de oro     | Cuatro scull       |
| 2010               | Montemor-o-Velho (Portugal) | Medalla de bronce  | Cuatro scull       |